# Von-Braun-Abbau
Der Von-Braun-Abbau (oder auch bekannt als Von-Braun-Reaktion oder Von-Braun-Amid-Abbau) ist eine Namensreaktion der organischen Chemie. Die Reaktion wurde benannt nach ihrem Entdecker, dem deutschen Chemiker Julius von Braun (1875–1939). Bei dieser Synthese entstehen Halogenalkane und Nitrile.

## Übersichtsreaktion
Bei dieser Abbau-Reaktion wird aus einem sekundären (oder tertiären) Carbonsäureamid mit halogeniertem Phosphor (entweder mit Brom oder Chlor halogeniert) ein Nitril und ein Halogenalkan hergestellt:
Der Rest R1 kann ein Arylrest (z. B. ein Phenylrest) oder eine tertiäre Alkylgruppe sein, der Rest R2 ist eine Alkylgruppe und der Rest R3 kann ein Wasserstoffatom, ein Alkylrest oder ein Benzylrest sein.

## Reaktionsmechanismus
Der mögliche Reaktionsmechanismus entstammt dem Buch „Comprehensive Organic Name Reactions and Reagents“ und wird exemplarisch mit Phosphorpentachlorid gezeigt. Um die Übersicht zu vereinfachen, wird der Reaktionsmechanismus in zwei Teilschritten dargestellt:
Das Carbonsäureamid 1 reagiert in der enolisierten Form mit dem Phosphorpentachlorid, hierbei entsteht unter Abspaltung eines Chloridions, das Oxoniumion 2. Das Chloridion kann nun das Oxoniumion unter Bildung von Chlorwasserstoff deprotonieren. Das so entstandene Imin 3 reagiert nun mit der Chlorwasserstoff zu einem Amin weiter. Dadurch wird das Stickstoff protoniert, wodurch es vom Phosphorchloridrest wieder deprotoniert wird unter Abspaltung von Chlorwasserstoff. Darüber hinaus wird dann auch Phosphoroxychlorid abgespalten und es entsteht das Imin 4. Durch Abspaltung eines Chloridions entsteht ein Nitrilion 5a, dass nun auf zwei verschiedene Weisen weiter reagieren kann. Möglichkeit eins ist die Halogenierung des Rests R2 unter Abspaltung eines Nitrils 6a und eines Halogenalkans 6b.
Da bei der Reaktion als Nebenprodukt auch Alkene entstehen, wäre das durch folgenden Reaktionsmechanismus erklärbar:
Unter Abspaltung von Nitril entsteht ein Carbeniumion. Es gibt nun zwei weitere Möglichkeiten, entweder das Chlorion verbindet sich mit dem Carbeniumion zu einem Halogenalkan 6b oder es entsteht das Alken 6c unter Abspaltung eines Protons.